# Stepin Fetchit
Stepin Fetchit, właśc. Lincoln Theodore Monroe Andrew Perry (ur. 30 maja 1902 w Key West, zm. 19 listopada 1985 w Los Angeles) – amerykański komik i aktor.

## Wybrana filmografia
- 1927: In Old Kentucky jako Highpockets
- 1929: Salute jako Smoke Screen
- 1934: Sędzia Priest jako Jeff Poindexter
- 1937: On the Avenue jako Herman 'Step'
- 1952: Zakole rzeki jako Adam
- 1953: Słońce świeci jasno (The Sun Shines Bright) jako Jeff Poindexter
- 1974: Amazing Grace jako Lincoln

## Wyróżnienia
Posiada swoją gwiazdę na Hollywoodzkiej Alei Gwiazd.

## Dodatkowe informacje
Postać Stepina Fetchita, a także wielu innych przedwojennych amerykańskich aktorów, pojawiła się w filmie animowanym The Autograph Hound z 1939, gdzie Kaczor Donald włamuje się do studia filmowego, aby zdobyć autografy.